# Robert Eggers
Robert Houston Eggers (født 7. juli 1983 i New York), er en amerikansk filminstruktør, manuskriptforfatter, produktionsdesigner og filmproducent. Han er bedst kendt for at instruere og skrive manuskriptet til filmene The Witch (2015), The Lighthouse (2019), The Northman (2022) og Nosferatu (2024).
Hans film er kendt for at have elementer af folkeminde og mytologi, samt en møjsommelig indsats for at sikre historisk autenticitet.
Eggers er gift med den kliniske psykolog Alexandra Shaker, med hvem han har sønnen Houston. Familien bor sammen i Brooklyn, New York.

## Filmografi
- The Witch (2015)
- The Lighthouse (2019)
- The Northman (2022)
- Nosferatu (2024)